# Oligofrénpedagógus
Oligofrénpedagógus oligofrénpedagógia szakos gyógypedagógiai tanár/terapeuta, aki főiskolai végzettségű oligofrénpedagógia szakon diplomát szerzett gyógypedagógus. Szakmai kompetenciája az értelmileg akadályozott vagy tanulásban akadályozott gyermekek, fiatalok és felnőttek nevelését, oktatását, gondozását, rehabilitációját szolgáló intézményekben a gyógypedagógiai feladatok (csoportos oktatás, egyéni fejlesztés, diagnosztika, prevenció, tanácsadás, terápia stb.) ellátása, részben önállóan, részben más szakemberekkel együttműködve.